# هضبة سوريا (المريخ)
هضبة سوريا (باللاتينية:Syria Planum) هي هضبة واسعة جداً على سطح كوكب المريخ، تمثل جزء من منطقة ثارسيس المرتفعة، على مر تاريخ المريخ من فترة نوشيان وحتى عصر هيسبريان المتأخر [الإنجليزية] شكلت هذه الهضبة مركز ذو نشاط بركاني وتكتوني كبير حيث تم تأكيد وجود براكين درعية منخفضة في هذه المنطقة.

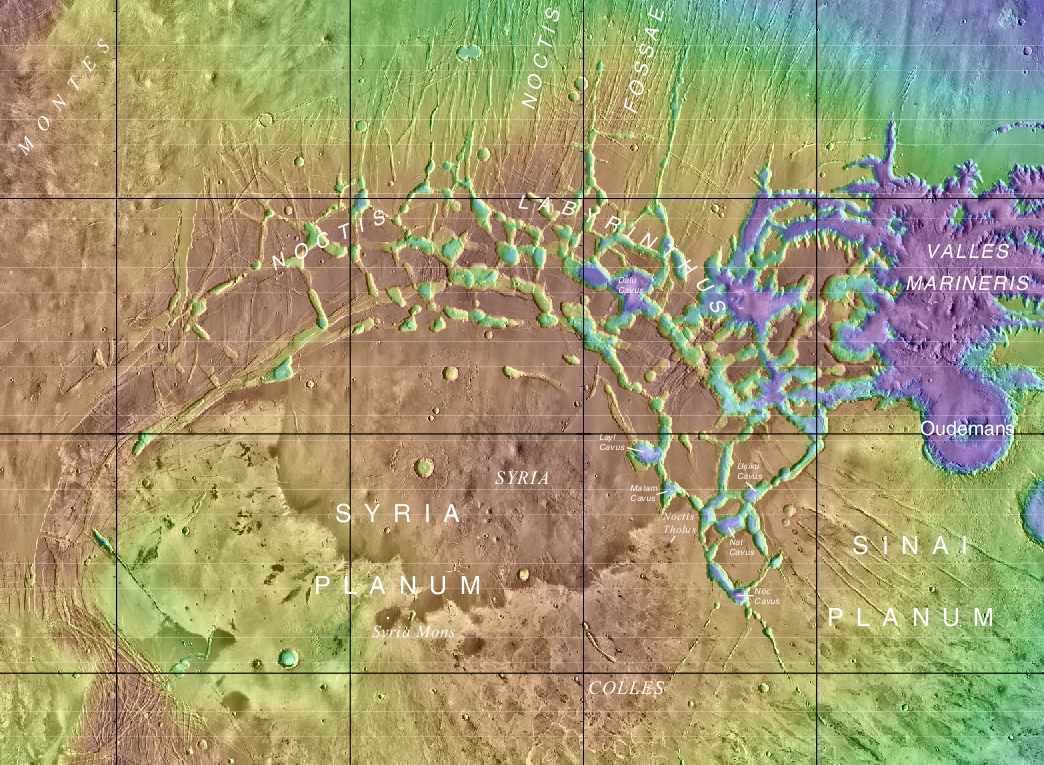
هضبة سوريا على سطح المريخ.